# 文本到视频生成模型
文本到视频模型（英语：Text-to-Video Model）是一种机器学习模型，它使用自然语言描述作为输入，生成与输入文本相关的视频。 2020年代，高质量文本到视频生成的进展主要得益于视频扩散模型的发展。

## 模型
目前存在多种文本到视频模型，包括开源模型。中文输入的模型 CogVideo是最早开发的文本到视频模型之一，拥有94亿参数，其开源代码演示版本于2022年在GitHub上发布。 同年，Meta Platforms发布了部分文本到视频模型“Make-A-Video”， 而Google的Brain（后为Google DeepMind）推出了Imagen Video，这是一个基于3D U-Net的文本到视频模型。
2023年3月，一篇题为“VideoFusion: Decomposed Diffusion Models for High-Quality Video Generation”的研究论文发表，提出了一种新的视频生成方法。 VideoFusion模型将扩散过程分解为两个部分：基础噪声和残差噪声，这些部分在帧之间共享以确保时间一致性。通过使用预训练的图像扩散模型作为基础生成器，该模型能够高效生成高质量且连贯的视频。通过在视频数据上微调预训练模型，解决了图像和视频数据之间的领域差距，增强了模型生成逼真且一致视频序列的能力。 同月，Adobe在其功能中引入了Firefly AI。
2024年1月，Google宣布开发了一款名为Lumiere的文本到视频模型，预计将集成先进的视频编辑功能。 Matthias Niessner和Lourdes Agapito在AI公司Synthesia致力于开发3D神经渲染技术，通过使用2D和3D神经表示形状、外观和运动，实现可控的视频合成。 2024年6月，Luma Labs推出了其Dream Machine视频工具。 同月， 快手将其Kling AI文本到视频模型扩展到国际用户。2024年7月，TikTok母公司字节跳动通过其子公司Faceu Technology在中国发布了Jimeng AI。 到2024年9月，中国AI公司MiniMax推出了其video-01模型，加入了智谱AI、百川智能和月之暗面等AI模型公司的行列，推动中国在AI技术领域的参与。
文本到视频模型的替代方法包括 Google的Phenaki、Hour One、Colossyan， Runway的Gen-3 Alpha， 以及OpenAI的Sora。  此外，还出现了Plug-and-Play、Text2LIVE和TuneAVideo等文本到视频模型。 Google还计划在2025年为YouTube Shorts推出名为Veo的视频生成工具。 FLUX.1的开发者Black Forest Labs宣布了其文本到视频模型SOTA。

## 架构与训练
文本到视频模型的开发采用多种架构。与文生图模型类似，这些模型可使用循环神经网络（如长短期记忆网络）进行训练，此类方法应用于像素转换模型和随机视频生成模型，分别提升连贯性与真实感。 其他替代架构包括Transformer模型。生成对抗网络、变分自编码器（用于人体运动预测） 以及扩散模型也被用于图像生成部分的开发。
用于模型训练的文本-视频数据集包括WebVid-10M、HDVILA-100M、CCV、ActivityNet和Panda-70M等。 这些数据集包含数百万原始视频、生成视频、带字幕视频及辅助训练的文本信息。此外PromptSource、DiffusionDB和VidProM等数据集提供多样化文本输入，指导模型解析不同提示。
视频生成过程需要同步文本输入与视频帧序列，保证时序对齐与内容一致性。 由于计算资源限制，视频长度增加时生成质量可能下降。

## 局限性
尽管文本到视频模型性能快速提升，但其主要局限在于计算强度过高，导致难以生成高质量长视频。 此外，模型需大量特定训练数据才能生成高质量内容，造成数据获取难题。
模型可能误解文本提示，导致视频内容偏离预期。这源于语义上下文捕捉不足，影响视频与文本的语义对齐能力。 当前正在优化的模型包括Make-A-Video、Imagen Video、Phenaki、CogVideo、GODIVA和NUWA等，旨在提升文本-视频对齐性能。

## 伦理问题
文本到视频模型引发与内容生成相关的伦理和法律问题，可能产生不适当或未经授权的内容，包括侵权信息、虚假信息及未经许可使用真实人物肖像。 确保AI生成内容符合安全伦理标准至关重要，因其生成内容可能难以识别有害性。AI对NSFW内容或版权材料的识别过滤仍存挑战，影响创作者与受众双方。

## 影响与应用
文本到视频模型在教育宣传、创意产业等领域具有广泛应用前景，可简化培训视频、电影预告、游戏资产及可视化内容的生成流程。 这些功能为用户带来经济效益与个性化体验。  
2024年完成的首部全AI生成长片《时间真相》，部分旁白由约翰·德·兰西（《星际迷航：下一代》中"Q"的扮演者）担任。该片采用Runway Gen-3 Alpha和Kling 1.6等先进工具制作，相关著作《电影人工智能》探讨了文本到视频技术的局限性与实施挑战，以及图像到视频技术在关键镜头中的应用。

## 现有模型对比
| 模型/产品          | 公司      | 发布年份 | 状态   | 核心功能                                 | 能力特点                                                 | 定价                            | 视频时长                   | 支持语言             |
| ------------------ | --------- | -------- | ------ | ---------------------------------------- | -------------------------------------------------------- | ------------------------------- | -------------------------- | -------------------- |
| Synthesia          | Synthesia | 2019     | 已发布 | AI数字人、支持60+语言、定制化选项        | 专注企业培训与营销数字人生成                             | 订阅制，起价约30美元/月         | 依订阅方案变化             | 60+                  |
| InVideo AI         | InVideo   | 2021     | 已发布 | AI视频创作、大型素材库、AI讲解员         | 社交媒体模板适配                                         | 免费版可用，付费版起价16美元/月 | 依内容类型变化             | 多语言（未具体说明） |
| Fliki              | Fliki AI  | 2022     | 已发布 | 支持AI数字人与语音、覆盖70种语言         | 提供65+数字人与2000+语音库                               | 免费版可用，付费版起价30美元/月 | 依订阅方案变化             | 70+                  |
| Runway Gen-2       | Runway AI | 2023     | 已发布 | 支持文本/图像/视频多模态输入             | 高画质生成，含风格化与分镜模式                           | 免费试用，付费方案未详述        | 最长16秒                   | 多语言（未具体说明） |
| Pika Labs          | Pika Labs | 2024     | 测试版 | 动态视频生成、摄像机运动控制             | 自然动态生成，用户友好界面                               | 测试期免费                      | 支持帧延续生成较长视频     | 多语言（未具体说明） |
| Runway Gen-3 Alpha | Runway AI | 2024     | 测试版 | 超高画质、照片级人物生成、精细时序控制   | 影视级定制化生成                                         | 免费试用，企业定制定价          | 单片段最长10秒，可扩展     | 多语言（未具体说明） |
| OpenAI Sora        | OpenAI    | 2024     | 测试版 | 深度语义理解、电影级视觉效果、多镜头生成 | 支持细节丰富、动态感强的情绪化视频生成，处于安全测试阶段 | 定价未公布                      | 预计支持长视频（时长待定） | 多语言（未具体说明） |